# Inter Club d'Escaldes
Inter Club d'Escaldes, noto anche come Inter Escaldes, è una società calcistica andorrana con sede nella città di Escaldes-Engordany. Oggi milita nel campionato andorrano di calcio e disputa le proprie partite casalinghe all'Estadi Comunal d'Aixovall.

## Organico

### Rosa 2022-2023
| N. |                       | Ruolo | Calciatore         |
| -- | --------------------- | ----- | ------------------ |
| 1  | Andorra (bandiera)    | P     | Josep Gómes        |
| 2  | Andorra (bandiera)    | A     | Jesús Rubio        |
| 3  | Argentina (bandiera)  | D     | Josep Foix         |
| 4  | Andorra (bandiera)    | C     | Emili García       |
| 5  | Andorra (bandiera)    | C     | Sergi Moreno       |
| 6  | Andorra (bandiera)    | D     | Ildefons Lima      |
| 7  | Spagna (bandiera)     | A     | Genís Soldevila    |
| 8  | Marocco (bandiera)    | C     | Ahmed Belhadji     |
| 9  | Uruguay (bandiera)    | A     | Bruno Lemiechevsky |
| 10 | Andorra (bandiera)    | A     | Ludovic Clemente   |
| 11 | Spagna (bandiera)     | A     | Jordi Betriu       |
| 12 | Portogallo (bandiera) | D     | Raul Feher         |
| 13 | Spagna (bandiera)     | P     | Jesús Coca         |
| 14 | Andorra (bandiera)    | C     | Jordi Ribo         |
| 15 | Spagna (bandiera)     | D     | Iván de Nova       |

| N. |                    | Ruolo | Calciatore       |
| -- | ------------------ | ----- | ---------------- |
| 16 | Spagna (bandiera)  | C     | Junior           |
| 17 | Albania (bandiera) | C     | Besjan Bërnaca   |
| 18 | Spagna (bandiera)  | A     | Víctor Casadesús |
| 19 | Spagna (bandiera)  | C     | Viti Martínez    |
| 20 | Spagna (bandiera)  | C     | Jordi Roca       |
| 21 | Spagna (bandiera)  | D     | Aridai Cabrera   |
| 22 | Spagna (bandiera)  | D     | Joel Paredes     |
| 23 | Spagna (bandiera)  | D     | François Gomis   |
| 31 | Spagna (bandiera)  | P     | Gerardo Rubio    |
| 34 | Spagna (bandiera)  | C     | José Rodríguez   |
| 49 | Spagna (bandiera)  | C     | Adrià Gallego    |
| 50 | Spagna (bandiera)  | A     | Pau Bosch        |

## Statistiche

### Statistiche nelle competizioni UEFA
Tabella aggiornata alla stagione 2025-2026.
| Competizione           | Partecipazioni | G  | V | N | P | RF | RS |
| ---------------------- | -------------- | -- | - | - | - | -- | -- |
| UEFA Champions League  | 4              | 7  | 3 | 0 | 4 | 7  | 10 |
| UEFA Europa League     | 1              | 1  | 0 | 1 | 1 | 0  | 1  |
| UEFA Conference League | 5              | 14 | 4 | 4 | 6 | 21 | 31 |

## Palmarès

### Competizioni nazionali
- Primera Divisió: 4

2019-2020, 2020-2021, 2021-2022, 2024-2025
- Copa Constitució: 3

2020, 2023, 2025
- Supercopa andorrana: 4

2020, 2021, 2022, 2023
- Segona Divisió: 1

2016-2017

### Altri piazzamenti
- Primera Divisió:

Secondo posto: 2022-2023
Terzo posto: 1999-2000, 2000-2001, 2018-2019
- Copa Constitució:

Semifinalista: 2017-2018, 2021, 2022, 2024